# The Longest Journey
The Longest Journey è un videogioco, sviluppato per PC, creato da Ragnar Tørnquist per la norvegese FunCom, è stato distribuito dalla Ubisoft nel 2001.
È un'avventura grafica di stampo classico, di tipo punta e clicca in terza persona, alla quale è succeduto un sequel ibrido tra avventura in terza persona e action dal titolo Dreamfall: The Longest Journey, e un altro seguito Dreamfall Chapters: The Longest Journey.

## Trama
La vicenda si svolge agli inizi del XXIII secolo, più precisamente nel 2209. April Ryan vive nella malfamata Venice, un quartiere della città di Newport,  ed è una ragazza come tante altre, con pochi soldi in tasca e tanti sogni. Studentessa di arte all'università, si paga gli studi lavorando come cameriera in un bar di proprietà di un datore di lavoro particolarmente taccagno. April vive in affitto nella "Casa confine", un pensionato per studenti. Le notti di April sono tormentate da incubi nei quali vede draghi bianchi, alberi che parlano e altre misteriose entità. Il pensiero principale di April dovrebbe essere l'ultimazione del suo dipinto in vista della prossima mostra, ma in realtà questi incubi la iniziano a preoccupare perché sorprendentemente Cortez, un vagabondo dal forte accento spagnolo, dimostra di conoscerli e soprattutto perché iniziano ad avvenire eventi inspiegabili: realtà e sogno iniziano a mischiarsi. Per avere risposte alle sue domande April inizia ad incontrarsi con Cortez, l'unico che sembrerebbe sapere cosa sta succedendo. Lui le rivela che è destinata ad una grande missione: riportare l'equilibrio che sta per essere rotto da una setta di fanatici che si fa chiamare l'Avanguardia. Cortez le apre un varco nel retro di un cinema che la proietta in un altro mondo, il mondo di Arcadia. Qui April apprende che il mondo è diviso in due parti chiamate Stark e Arcadia, rispettivamente il lato tecnologico e quello magico del mondo, separati da millenni e in eterno equilibrio tra loro. Gli avvenimenti si svolgono tutti a cavallo tra questi due mondi, April è costretta ad utilizzare vari portali per passare continuamente da un mondo all'altro per adempiere alla sua missione e per poter raggiungere la postazione del Guardiano dell'Equilibrio.
Al termine dell'avventura, riuscirà a distruggere Il ciclone del Caos, vera causa dello squilibrio causatosi tra i mondi, che non è altri che un portale magico che sgretola l'equilibrio. Infine si ritira su Arcadia e sparisce dalla circolazione per 10 anni, per poi ricomparire in un giorno invernale nel secondo capitolo della trilogia, Dreamfall.

## Modalità di gioco
Il gioco è un punta e clicca con fondali in 2D e personaggi 3D, il cursore ha la forma classica della punta di freccia di windows.
Questo gioco si vede in proiezione 16:9, poiché nella parte alta e nella parte bassa dello schermo sono presenti due bande nere, quella inferiore è la finestra di dialogo e serve per i sottotitoli, in quella superiore compaiono le icone per il menu del gioco e l'inventario porta-oggetti quando ci si passa sopra con il cursore, il menù del gioco si può richiamare direttamente col tasto esc e anche l'inventario si può richiamare direttamente con il tasto destro del mouse.
Il cursore del gioco è di color azzurro e diventa rossa se si passa nei punti in cui cliccando si può accedere ad un'altra schermata; passando sopra oggetti o persone osservabili si trasforma in un occhio.
Quando si passa il cursore su persone o oggetti con cui è possibile interagire, la freccia diventa di un azzurro più intenso, e cliccando si apre un menu che conta di tre opzioni rappresentate da figure, un occhio che ordina al personaggio un'osservazione più attenta, una mano che ordina di prendere/depositare/agire fisicamente sull'oggetto, la terza opzione è una bocca che compare generalmente solo per le persone e comanda alla protagonista di parlare (la bocca può apparire anche su alcuni oggetti e comanda alla protagonista di mangiare). I menu sono tutti in italiano, come i sottotitoli dei dialoghi, l'audio è invece in inglese.
I dialoghi sono in lingua originale sottotitolata, nella banda inferiore vengono visualizzate le battute dei personaggi e le possibili opzioni di risposta che vengono selezionate cliccando sopra con il mouse, una volta esaurito un argomento non è più possibilie riascoltare il dialogo perché esso scompare dal menù degli argomenti, tuttavia gli autori hanno inserito nel menù del gioco un'opzione che trascrive tutti i dialoghi, quindi se si perde una parte del discorso si può andare a rileggerlo in questa sezione, i dialoghi si possono anche saltare con il tasto esc.

## Personaggi
- April Ryan: Protagonista del gioco, è una diciottenne dal carattere ancora appena abbozzato tipico della sua giovane età. Reduce da una lite col padre e da una vita difficile, decide di mettere alla prova se stessa e il suo desiderio d'indipendenza andando a vivere da sola a Venice. Qui tramite dei sogni e delle visioni scoprirà di essere molto più che una comune adolescente, e grazie a un misterioso figuro, Cortez, sarà in grado di risvegliare i propri poteri assopiti e viaggiare tra Stark ed Arcadia. Il suo compito ultimo è ristabilire l'Equilibrio eterno dei due mondi, perso a causa della mancanza di un eletto in grado di contenere le energie dei mondi.
- Cortez: Figura avvolta nel mistero, mentore di April alla scoperta della sua natura di Viaggiatrice.
- Fiona: La proprietaria del pensionato "Casa confine" che ospita la protagonista April.
- Charlie ed Emma: Gli amici di April che vivono con lei nella "Casa confine". Entrambi sono amici molto cari ad April, sebbene siano così diversi: Emma è una ragazza a cui piace godersi i beni della vita, Charlie è un uomo più riflessivo e tranquillo; pare provi qualcosa per April.
- Corvo: È un corvo parlante: April lo libererà dal mercante di Arcadia per riportarlo al suo originario proprietario. Ma scapperà e si unirà ad April nella sua avventura, diventando un fido compagno.
- Zack: "Vicino" di April; è il classico playboy presuntuoso che cerca di convincere April ad uscire con lui, ma i rifiuti della ragazza non fanno che alimentare l'acidità del ragazzo, fino a portarlo ad atti infantili. Viene ucciso dall'Avanguardia.
- Gordon Alloway: L'unico essere in grado di ospitare dentro di sé la logica e il caos. Purtroppo, a causa dell'Avanguardia, il Caos prenderà il sopravvento su di lui.
- Jacob McAllen: Antagonista del gioco. Capo dell'Avanguardia.
- Brian Westhouse: Vecchia conoscenza di Cortez e uno dei due unici punti di riferimento per April su Arcadia. Brian si è stabilito ad Arcadia ma è originario del Mondo di Stark. Vive in una casa isolata dalla città e viene chiamato con un buffo soprannome a causa della sua bicicletta, oggetto totalmente sconosciuto ad ogni abitante di Arcadia.
- Vestrum Tobias: Altra vecchia conoscenza di Cortez e secondo punto di riferimento per April nel mondo di Arcadia. Un "sacerdote", nonché primo incontro di April su Arcadia. April all'inizio non capirà le sue parole, perché Tobias parla nella lingua di Arcadia, l'Omnilingua. Dopo averla appresa, April si rivolgerà a lui per dubbi e domande sul nuovo mondo e Tobias le donerà l'amuleto dell'Equilibrio per proseguire il viaggio.